# بوب هارفي
بوب هارفي (بالإنجليزية: Bob Harvey)‏ هو سياسي نيوزلندي، ولد في 24 نوفمبر 1942. حزبياً، نشط في حزب العمال النيوزيلندي. وقد انتخب Mayor of Waitakere City ‏ (1992 – 2010).